# تاریخ دودمان‌های شمالی
تاریخ دودمان‌های شمالی (انگلیسی: History of the Northern Dynasties) یا تاریخ بی‌شی 北史 Beishi، یکی از آثار رسمی تاریخی چین در قانون بیست و چهار تاریخ است. متن شامل ۱۰۰ جلد است و دوره‌ای از ۳۸۶ تا ۶۱۸، تاریخ‌های وی شمالی، وی غربی، وی شرقی، ژو شمالی، چی شمالی، و دودمان سوئی را پوشش می‌دهد.

## در مورد ایران
مطالب در کتاب ۹۷ بند ۱۶۰۱۸ همان تکرار مطالب کتاب وی کتاب ۱۰۲ بند ۱۵–۱۷ است.

ایالت ایرانی با پایتخت آن شهر سولی در غرب زومی قرار داشت و ایالت باستانی تیائوزی بود. ۲۴۲۲۸ مایل با دای فاصله دارد. این شهر ده مایل مربع است و بیش از ۱۰۰۰۰۰ خانوار دارد. این زمین مسطح است و مرواریدهای بزرگ طلا، نقره، گل داودی، کهربا، گلابی، شیشه، کریستال، مار، قلع، سینابر، جیوه، ابریشم، نمد، فلانل را تولید می‌کند، کندر و چوب سبز، لونگیپی، عسل سنگی، خرمای هزار ساله، سایپروس روتوندوس، ترمینالیا چبولا، آمیب، سبز نمکی و زینتی. آب و هوا گرم است، بنابراین هر خانواده یخ ذخیره می‌کند. زمین پر از شن و ماسه است و آب برای آبیاری منحرف می‌شود. غلات، پرندگان و جانوران آن‌ها به جز برنج، ارزن و سورگوم شبیه دانه‌های چین است. این زمین اسب‌های معروف، الاغ‌های بزرگ و شتر تولید می‌کند که برخی از آن‌ها می‌توانند هفتصد مایل در روز سفر کنند و خانواده‌های ثروتمند ممکن است صاحب چندین هزار نفر از آنها باشند. فیل‌های سفید، شیرها و تخم‌های بزرگ پرندگان نیز وجود داشتند. پرنده ای است که شبیه شتر است و دو بال دارد، می‌تواند پرواز کند، اما علف و گوشت می‌خورد و می‌تواند آتش را هم بسوزاند. نام خانوادگی پادشاه بو و نامش سی بود، او روی تخت گوسفندی طلایی می‌نشست، تاج گلی طلایی بر سر می‌گذاشت و لباسی بافته شده با مرواریدهای واقعی و سایر زیور آلات تزئین می‌کرد. آداب و رسوم آنها به این صورت است: مردان موهایشان را کوتاه می‌کنند، کلاه‌های چرمی به سر می‌کنند و روسری‌ها و روسری‌هایی با لبه‌های بافته شده به سر می‌کنند و موهایشان را در جلو می‌بندند و از پشت آن‌ها را تزئین می‌کنند. . پادشاه بیش از ده کاخ کوچک در کشور خود دارد که مانند کاخ‌های امپراتوری در چین است. من هر سال در آوریل به آنجا سفر می‌کند و در اکتبر برمی گردد. پس از اینکه پادشاه بر تخت نشست، از میان پسرانش نیکوترین را انتخاب کرد و نام او را مخفیانه نوشت و در خزانه مُهر کرد، بی آنکه پسران یا وزیرانش از آن اطلاعی داشته باشند. وقتی پادشاهی می‌میرد، همه نامه را می‌گشایند و می‌خوانند. بقیه پسرانم برای گرفتن پست در مناطق مرزی رفتند و ما برادران دیگر همدیگر را ندیدیم. مردم کشور پادشاه یی لی زن، صیغه فانگ بو شوآی و پسران شاه را شا ی می‌نامیدند. از جمله مقامات بلندپایه می‌توان به موهوتان، مسئول رسیدگی به دعاوی داخلی، مسئول امور خزانه داری و امور ممنوعیت اشاره کرد. بعد الوهادی است که مسئولیت امور داخلی پادشاه را بر عهده دارد، که فرماندهی نیروهای نظامی در همه جهات را بر عهده دارد و در زیر نظر او مقامات زیردستی هستند که امور خود را تقسیم و مدیریت می‌کنند. این سلاح‌ها شامل زره، نیزه، میله گرد، شمشیر، کمان، کمان و تیر می‌باشد. در جنگ، آنها سوار فیل شدند و صد نفر از آنها پیروی کردند. قانون کیفری به شرح زیر است: مرتکبین برای جنایات جزئی به تیرک آویزان شده و با شلیک گلوله به قتل می‌رسند برای کسانی که با زن نجیب‌زاده زنای محصنه می‌شوند مادام العمر حبس می‌شوند، مردان تبعید می‌شوند و زنان گوش و بینی خود را می‌برند. در مورد مالیات، آنها باید نقره و پول را با توجه به شرایط محلی بپردازند. خدای آتش و خدای بهشت در امور دنیوی. نوشته با کتاب هو متفاوت است. بیشتر آنها خواهران را به عنوان همسر و صیغه می‌گیرند و در ازدواج‌های دیگر بین افراد والا و پست تبعیض قائل نمی‌شوند. هر زن معمولی زیبا که ده سال یا بیشتر داشته باشد توسط پادشاه به فرزندخواندگی پذیرفته می‌شود و به کسانی که خدمات شایسته‌ای انجام داده‌اند هدایایی داده می‌شود. اجساد مردگان را اغلب بر روی کوه می‌اندازند و مدت سوگواری یک ماه است. افرادی در خارج از شهر زندگی می‌کنند که فقط از تشییع جنازه اطلاع دارند و به آنها افراد ناپاک می‌گویند. این افراد وقتی بخواهند وارد شهر شوند برای شناسایی خود زنگی را به صدا در می آورند. ژوئن آغاز سال است و ۷ جولای و ۱ دسامبر اهمیت ویژه ای دارند. در آن روز همه، چه مردم عادی و چه بالاتر، همدیگر را صدا می‌کنند تا مهمانی بگیرند و موسیقی بسازند تا نهایت لذت را ببرند. همچنین در بیستمین روز از اولین ماه قمری هر سال، همه برای اجداد خود قربانی می‌کنند.